# Цепная реакция (фильм, 1962)
«Цепная реакция» — советский художественный фильм 1962 года по сценарию Л. Шейнина.

## Сюжет
1957 год. В канун VI Всемирного фестиваля молодёжи и студентов собирается всесоюзный съезд профессиональных карманных воров под руководством уважаемого ими «Кардинала» (Кенигсон). Задача — разработать программу действий на фестивале. «Кардинал» предлагает щадить сограждан и представителей братских стран социалистического лагеря, а воровать только у представителей капиталистических стран. Не все воры согласны с такой позицией, кроме того во время съезда выясняется, что обладатель «золотых рук», лучший ученик «Кардинала» «Сенька-Мороз» «завязал».
Вскоре после съезда карманников, уже на фестивале в Москве одессит «Зямка-кенгуру» (Нэлин), притворяясь представителем прессы, виртуозно обчищает карманы нескольких человек, но попадается в руки бдительных оперативников. Тем временем «Кардинал» руководит группой воров, искусно вытаскивающих кошелёк у представителя немецкой делегации.
Услышав слова немца: «Москва кишит жуликами. В России нет законов!», уязвлённый «Кардинал» заставляет «Пузыря» (Усач) подкинуть кошельки всем обворованным. Расстроенный, «Кардинал» приходит к Сеньке-Морозу домой и предлагает тому бросить жену и работу на заводе, вернуться к воровской вольнице, но и здесь терпит неудачу. Он выходит на улицу и садится в автобус, где гитарист (Окуджава), окружённый девушками разнообразных национальностей, поёт песню «Полночный троллейбус».
Продолжая путешествие по ночной Москве, «Кардинал» уже под утро случайно знакомится на набережной Москвы-реки с безнадёжно больным онкологом Муромцевым. Слова профессора Муромцева: «Спешите делать добро!» становятся последним элементом в цепной реакции перерождения «Кардинала». Он решает «завязать» и является с повинной в милицию.

## В ролях
- Владимир Кенигсон — «Кардинал»
- Лев Иванов — профессор Муромцев
- Эдуард Бредун — «Сенька-Мороз»
- Изольда Извицкая — Надя
- Леонид Усач — «Пузырь»
- Эммануил Нэлин — «Зямка-кенгуру»
- Николай Гагарин — «Голубь»
- Гурген Тонунц — Доктор
- Пётр Репнин — Кадецкий
- Всеволод Якут — Автор
- Булат Окуджава — камео
- Зинаида Сорочинская — эпизод
- Константин Барташевич — немец
- Михаил Воробьёв — карманный вор
- Эдда Урусова — тётя Саша

## Съёмочная группа
- Автор сценария: Лев Шейнин
- Режиссёр-постановщик: Иван Правов
- Оператор: Пётр Терпсихоров
- Художник: Константин Степанов
- Композитор: Виталий Гевиксман
- Текст песен: Булат Окуджава
- В этом фильме впервые снялся в кино Булат Окуджава и впервые прозвучала его песня «Полночный троллейбус»; его же песенку об Одессе в фильме исполнил актёр Эммануил Нэлин.
- Актёры Изольда Извицкая и Эдуард Бредун были супругами в реальной жизни.